# Nurul Amin
Nurul Amin (in urdu نورالامین; Shahbazpur Town, 15 luglio 1893 – Rawalpindi, 2 ottobre 1974) è stato un politico pakistano.

## Biografia
È stato Primo ministro del Pakistan per pochi giorni nel dicembre 1971.
Dal settembre 1948 all'aprile 1954 è stato Governatore del Bengala orientale.
Inoltre dal dicembre 1971 all'aprile 1972 è stato Vice-Presidente del Pakistan con Zulfiqar Ali Bhutto alla presidenza.